# クレイオス
クレイオス（古希: Κρεῖος、古代ギリシア語ラテン翻字: Kreios）は、ギリシア神話に登場する神である。 クリーオスとも呼ばれ、その名は「天の雄羊」を意味する。
ウーラノスとガイアの息子でティーターンの一人。オーケアノス、コイオス、ヒュペリーオーン、イーアペトス、クロノス、テイアー、レアー、テミス、ムネーモシュネー、ポイベー、テーテュースと兄弟。

ポントスとガイアの娘エウリュビアーとの間に、アストライオス、ペルセース、パラースをもうけた。 
現在伝わっている神話ではほとんど系譜上の存在で、説話らしい説話は伝えられていない。